# Локомотив (волейбольный клуб, Москва)
«Локомотив» — московский мужской волейбольный клуб, один из сильнейших клубов СССР 1940—1950-х годов, двукратный призёр национальных чемпионатов.

## История
Волейбольная команда московского городского совета Всесоюзного добровольного спортивного общества «Локомотив» была создана в середине 1930-х годов. С 1938 года «Локомотив» участвовал в зональных отборочных соревнованиях чемпионатов СССР, но в финальную группу, разыгрывающую медали, не выходил. В то же время он являлся одним из лидеров первенств Москвы, а в годы Великой Отечественной войны, когда чемпионаты СССР не проводились, железнодорожники три раза становились чемпионами столицы.
В 1945—1957 и 1961—1970 годах «Локомотив» был участником чемпионатов СССР, но в 1965-м и с 1968 года выступал во второй группе. Два раза команда выигрывала медали чемпионатов СССР: в 1945 году «Локомотив» занял 2-е место, а в 1951 году — 3-е.
В 1945-м в преддверии первого послевоенного всесоюзного чемпионата «Локомотив» стал обладателем Кубка Москвы, в финале победив «Динамо» со счётом 2:1. Однако «бело-голубые» смогли взять реванш в Дзауджикау во встрече чемпионата 1945 года, о накале борьбы в которой свидетельствует итоговый результат — 15:7, 12:15, 15:13; вторую партию «Локомотив» взял, проигрывая со счётом 3:9, но в решающем сете уступил в равной борьбе. Все остальные поединки первенства и динамовцы, и железнодорожники выиграли и, таким образом, «Локомотив» завершил чемпионат на втором месте.
В чемпионате СССР 1951 года в Тбилиси победителем вновь стало «Динамо», цвета которого защищали бывшие лидеры «Локомотива» Владимир Щагин и Валентин Китаев, а железнодорожники, набрав одинаковое количество очков с киевским «Спартаком», уступили сопернику вторую строчку из-за поражения в очной встрече. Двукратными призёрами чемпионата в составе «Локомотива» стали Дмитрий Фёдоров, Сергей Нефёдов и Евгений Егнус.
В 1959 году игроки московского «Локомотива» входили в сборную ДСО, выигравшую под руководством Евгения Егнуса первый в истории чемпионат Международного спортивного союза железнодорожников (USIC). После 1970 года «Локомотив» прекратил участие во всесоюзных соревнованиях.

## Известные игроки
Ряд игроков «Локомотива» добились крупных успехов по выступлениям за сборную СССР, среди них двукратный чемпион мира Сергей Нефёдов, чемпион мира Виктор Герасимов, чемпион Европы Виктор Мальцман; известными тренерами стали Александр Аникин и Мирон Винер.
Немало бывших игроков команды впоследствии получили известность благодаря не связанным со спортом видам деятельности. Многолетний капитан «Локомотива» Дмитрий Фёдоров, стоявший у истоков команды и отыгравший за неё 19 сезонов, стал доктором технических наук и лауреатом Государственной премии СССР. Вместе с ним с довоенных времён выступали будущий народный артист СССР Иван Петров, дипломатический работник Александр Аникин, кинооператор Владислав Микоша, а в послевоенных чемпионатах — будущий профессор МГУ и директор НИИ Владимир Соколов, артист Игорь Шувалов и другие.